# Симонов, Николай Игоревич
Николай Игоревич Симонов (род. 11 февраля 1961, Ростов-на-Дону) — театральный художник. Заслуженный художник Российской Федерации (2010).

## Биография
Родился 11 февраля 1961 года в городе Ростов-на-Дону.
Учился в Ростовском художественном училище имени М. Б. Грекова (1981-85). Занимал должность главного художника в Вологодском ТЮЗе в 1987—1989 годах, Краснодарском драматическом театре в 1989—1990 годах, Ростовском областном академическом молодёжном театре в 1990—2002 годах. С 2002 года живёт и работает в Москве.

## Награды
За свои достижения был неоднократно награждён :
- 2002 — молодёжной премии «Триумф»;
- 2004, 2008, 2013, 2015 — премия Олега Табакова;
- 2005 — премия «Хрустальная Турандот»;
- 2005 — премия «Чайка»;
- 2010 — звания «Заслуженный художник Российской Федерации»;
- 2015 — премия Правительства РФ в области культуры за участие в создании спектакля «Лада, или Радость» (РАМТ);
- 2016 — премия Москвы в номинации «Изобразительное искусство»;
- 2018, 2020 — премия Ассоциации театральных критиков Бостона имени Эллиота Нортона «За выдающийся дизайн в театре» (спектакль «Театральный роман» 2018 г., спектакль «Чайка» 2020 г. Arlekin Players Theatre, Бостон) .

## Работы в театрах
На счету художника более ста работ в драматическом и оперном театре, на телевидении.
Краснодарский театр драмы
- 1988 — «Гамлет» У. Шекспира, реж. Н. Никольский
- 1989 — «Трое под одной крышей», Н. Адамян, реж. Г. Николаев

Ростовский Академический молодёжный театр
- 1987 — «Остров» Э. Окопова
- 1990 — «Человеческий голос» Ж. Кокто
- «Охота на крыс» П. Туррини
- 1991 — «Баллады о Робин Гуде» В. Воробьева
- «Потоп» Ч. Уэй
- «Муха-Цокотуха» К. Чуковского, реж. В. Чигишев
- «Золотая Богиня» Л. Петрушевской
- 1992 — «Двенадцатая ночь» У. Шекспира
- «Пугачев» С. Есенина
- 1993 — «Заключенный второй авеню» Н. Саймона
- «Баллада о славном Бильбо Бэггинсе» Д. Толкина
- «Др-р, др-р, др-р…» Т. Симаяма
- «Кошка, которая гуляла сама по себе» Р. Киплинга
- 1994 — «Ворон» К. Гоцци
- «Вестсайдская история» Л. Бернстайна
- «Сад Себастьяна» Т. Уильямса, реж. К. Серебренников
- 1995 — «Гамлет» У. Шекспира
- «Городок в табакерке» В. Одоевского, реж. К. Серебренников
- 1996 — «Демон» М. Лермонтова, реж. К. Серебренников
- «Три сестры» А. Чехова
- «Я стою у ресторана» Э. Радзинского реж. К. Серебренников
- 1997 — «Женитьба» Н. Гоголя, реж. К. Серебренников
- «Океан капитана Блада» П. Сабатини
- 1999 — «Заноза» Ф. Саган
- «Свадьба Кречинского» А. Сухово-Кобылина
- 2000 — «Театр» Н. Коляды
- «Ящерица» А. Володина
- «Соня» Р. Белецкого
- «Венецианский купец» У. Шекспира
- 2001 — «Плутни Скапена» Ж.-Б. Мольера
- «Вкус меда» Ш. Дилени
- «Собачий Вальс» С. Злотникова
- «Здравствуйте, я ваша тетя!» Б. Томаса
- 2002 — «Чайка» А. Чехова
- 2003 — «Бегущие странники» А. Казанцева

Краснодарский молодёжный театр
- 1999 — «Убивец (опыт о человеке)» по Ф. Достоевскому
- 2000 — «Сцены в доме Бессеменова» по М. Горькому
- 2001 — «Дуэль» А. Чехова

Театр им. А. С. Пушкина (Москва)
- 2002 — «Откровенные полароидные снимки» М. Равенхилла, реж. К. Серебренников
- 2021 – «Между делом» Е. Гришковец, реж. Е. Гришковец

Центр драматургии и режиссуры п/р А. Казанцева и М. Рощина
- 2001 — «Пластилин» В. Сигарева, реж. К. Серебренников
- 2003 — «И.О» С. Ларссона, реж. К. Серебренников

Театр «Современник»
- 2002 — «Сладкоголосая птица юности», Т. Уильямса, реж. К. Серебренников
- 2005 — «Голая пионерка», М. Кононова, реж. К. Серебренников
- 2006 — «Антоний & Клеопатра. Версия», У. Шекспира, реж. К. Серебренников
- 2007 — «Заяц. LOVE STORY», Н. Коляды, реж. Г. Волчек
- 2016 — «Скажите, люди, куда идёт этот поезд…» А.Батуриной, реж. М.Брусникина
- 2017 — «Уроки сердца» по пьесам И.Васьковской, реж. М.Брусникина
- 2020 — «Папа» Флориан Зеллер, реж. Е. Арье
- 2020 — «Собрание сочинений» Е. Гришковец, реж. В. Рыжаков
- 2021 — «Живой» реж. В. Рыжаков

Театральное товарищество 814
- 2003 — «Демон» М. Лермонтова, реж. К. Серебренников

МХТ им. А. П. Чехова
- 2002 — «Терроризм» братьев Пресняковых, реж. К. Серебренников
- 2004 — «Мещане», реж. К. Серебренников
- «Изображая жертву» братьев Пресняковых, реж. К. Серебренников
- «Лес» А. Островского, реж. К. Серебренников
- 2005 — «Господа Головлевы» М. Салтыкова-Щедрина, реж. К. Серебренников
- «Последний день лета» братьев Дурненковых, реж. Н. Скорик
- 2006 — «Примадонны» К. Людвига, реж. Е. Писарев
- 2007 — «Человек-подушка (Pillowman)»
- 2009 — «Трехгрошовая опера», Б. Брехта, реж. К. Серебренников
- 2011 — «Мастер и Маргарита», М. Булгакова, реж. Я. Сас
- 2012 — «Начнём всё сначала», Э. Бейкер, реж. А. Джурджиа
- 2014 — «Контрабас», П. Зюскинда, реж. Г. Черепанов
- «Трамвай „Желание“» Т.Уильямса, реж. Р. Феодори
- «19.14», реж. А. Молочников
- «Деревня дураков», Н. Ключаревой, реж. М. Брусникина
- 2015 — «Бунтари», реж. А.Молочников
- 2017 — «Боюсь стать Колей» И. Андреева, реж. М. Брусникина
- «Весы», автор и режиссёр Е. Гришковец
- 2018 — «Человек из рыбы» А. Волошина, реж. Ю. Бутусов
- «XX век. Бал» А. Сигалова, К. Эрнст

Театр п/р О. Табакова
- 2004 — Воскресение. Супер" братьев Пресняковых, реж. Ю. Бутусов
- 2013 — «Школа жён», Ж.-Б. Мольера, реж. А. Хухлин
- 2015 — «Вий», реж. В. Сигарев
- «Епифанские шлюзы» А. Платонова, реж. М. Брусникина
- 2016 — «Безымянная звезда» М. Себастиана, реж. А. Марин
- 2017 — «Катерина Ильвовна» по очерку Н. С. Лескова «Леди Макбет Мценского уезда», реж. А. Сигалова
- 2018 — «Разговоры после…» Я.Реза, реж. Д.Чащин

«Театр Наций»
- 2008 — «Бедная Лиза», реж. А. Сигалова
- 2019 — «Иранская конференция» И. Вырыпаев, реж. В. Рыжаков
- 2021 — «Живой Т» Ю.Поспелова, реж. Д. Чащин

РАМТ
- 2009 — «Приглашение на казнь», В. Набокова, реж. П. Сафонов
- 2013 — «Лада, или Радость», Т. Кибирова, реж. М. Брусникина
- 2015 — «Кот стыда» по пьесам И. Васьковской и Ю. Тупикиной, реж. М. Брусникина
- 2017 — «Хурьма» Н.Слащева, реж. М.Брусникина

Театр на Малой Бронной
- 2011 — «Тартюф» Ж.-Б. Мольера, реж. П. Сафонов
- 2012 — «Почтигород» Д. Кариани, реж. С. Голомазов
- 2014 — «Формалин» А. Королева, реж. С. Голомазов
- 2016 — «Кроличья нора» Д. Линдси-Эбейра, реж. С. Голомазов
- 2017 — «Салемские ведьмы» А. Миллера, реж. С. Голомазов
- 2018 — "Тиль"Г. Горин, реж. С. Голомазов
- «Макбет» У. Шекспир, реж. А. Яковлев

«Другой театр»
- 2010 — «Утиная охота» А. Вампилова, реж. Павел Сафонов
- 2011 — «Орфей и Эвридика» Ж. Ануя, реж. П. Сафонов

«Камерный театр», Воронеж
- 2009 — «Электра и Орест» Еврипида, реж. М. Бычков
- 2010 — «Циники» А. Мариенгофа, реж. М. Бычков
- 2013 — «14 красных избушек», А. Платонова, реж. М. Бычков
- 2015 — «Борис Годунов» А. С. Пушкина, реж. М. Бычков
- 2016 — «Дядя Ваня» А. П. Чехова, реж. М. Бычков
- 2019 — «Бальзаминов» А. Островский, реж. М. Бычков
- 2019 — «Кабала святош» М. Булгаков, реж. М. Бычков

Саратовский ТЮЗ
- 2012 — «Самоубийца» Н. Эрдмана, реж. М. Бычков

Русский театр Эстонии
- 2014 — «Любовь и информация» К. Черчилль, реж. А. Джурджиа

Театр-фестиваль «Балтийский дом» (Санкт-Петербург)
- 2016 — «Анна. Трагедия» Е. Греминой, реж. А. Галибин

Рижский русский театр им. Михаила Чехова
- 2016 — «Любить» В.Токаревой, реж. А.Сигалова
- 2017 — «Почтисчастье» по пьесам Дж. Кариани «Love/Sick» и «Almost, Maine», реж. С. Голомазов
- «1900-й. Легенда о пианисте» А. Барикко, реж. С. Голомазов
- 2018 — «Ключи от магии» М. Дурненков, реж. М. Брусникина

Центр имени Вс. Мейерхольда
- 2018 — «Три сестры» А. П. Чехов, реж. В. Рыжаков
- 2019 — «Солнечная линия» И. Вырыпаева, реж. В. Рыжаков

Школа драматического искусства (ШДИ)
- 2015 — «Вишневый сад» А. П. Чехов, реж. И. Яцко
- 2019 — «Опасные связи» Пьер Шодерло де Лакло, реж. И. Яцко

Arlekin Players Theatre (Бостон)
- 2017 — «Театральный роман» по роману М. Булгакова, реж. И. Голяк
- 2019 — «Чайка» А.П, Чехов, реж. И. Голяк

Школа современной пьесы
- 2019 — «Тот самый день» Я. Пулинович, реж. Д. Азаров

Московский театр «Мастерская П. Н. Фоменко»
- 2019 — «Чайка» А.П, Чехов, реж. К.Пирогов

Другие театры
- 2005 — «Жанна д’Арк на костре» А. Онеггера, реж. К. Серебренников (Московский международный дом музыки, в рамках фестиваля «Владимир Спиваков Приглашает»)
- 2007 — «Мистерион» К. Орфа, реж. К. Серебренников (в рамках фестиваля «Территория»)
- 2008 — «Богини из машины»/«Станция», реж. К. Серебренников (Винзавод и Фестиваль «Территория»)
- 2012 — «Метаморфозы», реж. К. Серебренников (форум «Россия 2012», организованный «Тройкой-диалог» и «Сбербанком»)
- 2014 — «Поколение Маугли», реж. А. Сафиуллин (благотворительный театральный проект компании МТС и Благотворительного фонда Константина Хабенского).

Оперные постановки
- 2006 — «Фальстаф» Дж. Верди, реж. К. Серебренников (Государственный академический Мариинский театр)
- 2013 — «Летучий голландец», реж. В. Бархатов (Михайловский театр, СПб)
- 2014 — «Щелкунчик. Опера», реж. А. Сигалова (Театр «Новая опера»)
- 2017 — «Родина электричества» Г. Седельникова, по произведениям А. Платонова, реж. М.Бычков (Воронежский оперный театр)
- 2018 — «Сosi fan tutte» реж. К. Серебренников, Е. Кулагин (Zurich Opera House)
- 2020 — "Шахматы (Chess)) Московский дворец молодежи, реж. Е. Писарев

Концепция пространства и дизайн выставочных объектов
- 2010 — Выставка «Народный. Нарядный. Обрядовый», Воронежский областной художественный Музей им. И. Н. Крамского
- 2010—2013 гг — художественная концепция реконструкции музея-усадьбы Веневитиновых, Воронежская обл.